# サータヴァーハナ朝

サータヴァーハナ朝
శాతవాహన సామ్రాజ్యము

サータヴァーハナ朝（Sātavāhana、紀元前3世紀/紀元前1世紀? - 後3世紀初頭）は、古代インドの王朝である。プラーナ文献では、アーンドラ朝とよばれる。サータヴァーハナが王家名で、アーンドラが族名である。デカン高原を中心とした中央インドの広い範囲を統治した。パックス・ロマーナ期のローマ帝国と盛んに海上交易を行い、商業が発達した。この時期の遺跡からは、ローマの貨幣が出土することで有名である。王たちは、バラモン教を信仰したが、仏教やジャイナ教も発展した。

## 歴史

### 黎明期
サータヴァーハナ朝の発祥地や勃興の経緯は詳しくはわかっていない。発祥地の候補としては首都が置かれたプラティシュターナ（現パイタン）であるとする説や、クリシュナ川沿岸のダーニヤカタカとする説、あるいはベッラーリとする説などが有力説である。初代の王はシムカと伝えられており、彼とそれに続く初期の王の刻文と貨幣がゴーダーヴァリ川上流から発見されることからデカン高原西部地方から発展したと考えられる。この王朝が残した碑文から、王家の姓がサータヴァーハナであると伝えられている。族名を取ってアーンドラ朝とも呼ばれるこの王朝であるが、サータヴァーハナ家自体はもともとアーンドラ人ではなく、「アーンドラの従属者」であったという。一説にはデカン高原西方で成立したこの王朝がやがてアーンドラ地方を支配するようになった段階で文献記録が残されたため、サータヴァーハナ朝はアーンドラ朝と呼ばれるようになったという。アーンドラ人はゴーダヴァリー川とクリシュナ川に挟まれた地方に住む人々であった。ヴェーダ文献ではアーンドラ人はダスユ（夷狄 非アーリア人）と呼ばれており、恐らくドラヴィダ系の集団であったといわれている。
王朝が開始した時期は、前3世紀説と前1世紀説がある。紀元前3世紀頃には独立王国を形成していたが、北から勢力を拡大するマガダ国のマウリヤ朝に圧迫されていた。しかしアショーカ王没後のマウリヤ朝の混乱の中で次第に勢力を拡大し、1世紀までに中央インド随一の大国へと成長していった。プラーナ文献にはシムカ王がカーンヴァーヤナ（カーンヴァの裔の意 カーンヴァ朝）とシュンガ一族の残存者を滅ぼして王位に付いたと記されており、どちらの説を採用するとしても有力勢力として台頭するようになったのは前1世紀頃であったと考えられている。

### 第1次拡大期
シムカの弟クリシュナの治世を経て、シュリー・シャータカルニ王の時代には東部マールワ地方も征服してその勢力を拡大した

### 第1次混乱期
チェーティ朝（カリンガ国）の王カーラヴェーラの攻撃を受けて国内が混乱した。シュリー・シャータカルニ王が死去すると、その息子達が幼かったため王妃ナヤニカーが摂政となって実権を握ったという。これ以降しばらくの間、サータヴァーハナ朝の歴史はほとんどわからなくなる。王名等が諸文献に記録されてはいるが、異同があり正確な王統の復元も困難である。

### 第2次拡大期
サータヴァーハナ朝は1世紀頃にはサカ族（西クシャトラパ等）に圧迫されていたが、2世紀初頭に、ガウタミープトラ・シャータカルニ王が現れると、西クシャトラパ（クシャハラータ朝）の王ナハパーナを倒し、西北デカンの地を回復するとともに北はマールワやグジャラートまで領域を拡大し、南はクリシュナ川畔まで及んだ。彼の残した碑文には「サカ人、ギリシア人、パルティア人を滅ぼした」とある。彼の治世から再びサータヴァーハナ朝の歴史を具体的に読み取ることが可能になる。彼の子プルマーイーの時代には「南国の主」とまで呼称された。

### 第2次混乱期
しかし、ヴァーシティープトラ・シャータカルニ王は、西クシャトラパ王ルドラダーマンと戦って敗れた。このため若干の領土を奪われたが、ヴァーシティープトラ王の王妃がルドラダーマンの娘であったため、ルドラダーマンはサータヴァーハナ朝を徹底的に破壊することなく引き上げた。

### 第3次拡大期
2世紀末にヤジャニヤ・シュリー・シャータカルニ王のときに再びグジャラートを取り戻す勢いを示し、この王の貨幣がグジャラートのサウラシュートラ半島からも出土している。

### 滅亡
しかし、3世紀に入ると中央政府の統制力は弱まり、地方に派遣されていた王族や諸侯達が各地で自立して急速に崩壊した。

## 国制
サータヴァーハナ朝の国制についての情報は、主に碑文などに記録された官職などから得られるものである。しかし、碑文記録はいずれも断片的で、量も到底十分とは言えず詳細を知ることは難しい。

### 王権
サータヴァーハナ王家は自らの出自がバラモンであることを誇り、またナーガ族とも血縁があったとする。そしてアシュヴァメーダ（馬祠祭）等、バラモン教の儀式によって正統な王権のあることを示した。アーンドラ人が非アーリア系であると推定されていることは前述したが、既に中央インド以南の地域にもバラモンやクシャトリヤといった身分秩序が普及していたことが理解される。サータヴァーハナ朝の初期の王号は、マウリヤ朝などと同じく基本的にはラージャン（Rājan）であり、後代のインドの諸王朝や、同時代に北インドを支配したサカ系、ギリシア系、パルティア系、あるいはクシャーナ朝などの諸王朝と異なって「諸王の王」などの帝王の権威を特に強調する称号を用いなかった。このことは、同時代の北インドで見られる王権神格化の傾向が外部、特にイラン世界の影響を受けて進行したものである証拠であるとも言われる。2世紀のガウタミープトラ・シャータカルニ王の治世になって初めてマハーラージャ（Mahārāja 大王）や、ラージャラージャ（Rājarāja 諸王の王）という称号が用いられるようになった。彼は他にも仰々しい称号を数多く用いており、彼の時代に王権が伸張した。
また、各王名からはサータヴァーハナ王家がドラヴィダ人の母系家族制の影響下にあったことが知られている。ガウタミープトラ（Gautamīputra ガウタマ家の女の息子）やヴァーシティープトラ（Vāsitīputra ヴァーシタ家の女の息子）など、王母の出身家名をもって王を呼ぶ習慣からそれがわかり、この風習は古代インド各地で見られたものであるが、同時代の北インドの諸王朝にはあまり例の無いものである。（ただし、王位の継承は明らかに男系によって行われており、女性の地位の高いことを示すものではない。）

### 統治機構
サータヴァーハナ朝の中央政府の組織はほぼわかっていない。数少ない史料などから都市管理官、将軍、内侍官、会計官、家庭祭火管理官、倉庫管理官などの地位があったといわれているが、必ずしも中央政府の官制を示すものであるか断定はできない。
サータヴァーハナ朝の地方行政区画の単位はラーシュトラ（Rāṣṭra 地方）であり、各地方を支配するのはマハーセナーパティ（Mahāsenāpati 大将軍）であった。大将軍という称号は当時の南インドでのみ見られるものであり、「将軍」とは言っても、中央政府によって任命された軍事司令官ではなく、世襲的な封建諸侯であった。この地位についてはドイツ語のヘルツォークが元々軍の指揮官の意味であったが、後に貴族の称号となったのと同様の経緯によって地方貴族の称号となったものであると言われている。それに続く地位としてマハーボージャ（Mahābhoja 大封侯）やマハーラーシュトリン（Mahārāṣṭrin 大領主）などがあり、両者はほぼ同列の地位であったと言われているが詳細は不明である。（マハーラーシュトリンの中には「アーンビ家の裔」と称する家もあったが、これとアレクサンドロス大王に服したタクシラの王アーンビとの関係を指摘する学者もいる。しかし時代的、地理的な隔たりが大きく不詳。）。藩侯にはそれぞれ書記などお抱えの官僚があって地方政府を形成していた。
王族の分家も各地に藩侯として封じられていたことがわかっており、中には3世紀にサータヴァーハナ朝本体が崩壊した後も4世紀まで命脈を保った分家もある（クンタラ地方）。
こういった藩侯とは別にアマーティヤ（Amātya 地方官）が配置され、赴任地の土地問題などを管轄していた。例えばサータヴァーハナ朝の国王が仏教教団に対する土地の寄進などを命じた場合に実際にこの業務にあたるのはアマーティヤであり、中央の命令を地方に伝える上で重要な官職であった。

## 宗教
サータヴァーハナ朝が最も重要視したのはバラモン教であった。ガウタミープトラ王の碑文では、彼が四姓（バラモン、クシャトリヤ、ヴァイシャ、シュードラ）の混乱を正し、絶えず祭礼や儀式、集会を行ったと賞賛された。彼自身も非常にバラモン教的な修辞によって自らを称揚しており、国家の宗教としてバラモン教は繁栄した。バラモン出自であることを誇りとする王家にとってバラモン教的秩序の確立は王権強化の意味において重要であった。
一方で他の宗教、特に仏教なども国家の保護の下で活動していた。当時王妃を始めとした王家の女性はしばしば仏教教団に種々の寄進を行っており、しかもそれは国家によって奨励されて援助すらされていた。また、各種の仏教教団は国家によるバラモン教の祭礼に協力し、また各地の仏教窟院にはバラモン教の讃歌が刻まれることがあった。
こういった点に見られるように仏教教団は特に反政府的傾向を持つことはなかった。

## 西方貿易
サータヴァーハナ朝の経済は活況を呈していたが、それを支えたのが西方のローマ帝国の繁栄であった。インド産の香料や宝石などはローマで珍重され、原価の100倍もの価格がついたと伝えられている。『エリュトゥラー海案内記』に見られるように、港湾都市アリカメードゥ（現ポンディシェリ近郊のポドゥケー遺跡）からアラビア海を経由した西方貿易がこの時代盛んであった。
当時のローマ領エジプトで発見された文献史料の中には古いカンナダ語がエジプトでも理解されていたことを示すものがある。当時の著者不明の喜劇作品の中にインド人がカンナダ語を話すシーンがある。このカンナダ語の台詞はエジプト人が作ったものと考えられ、文法的に正しくないものがあるが、エジプトの現地人の中にも交渉のためにカンナダ語を用いる者があったことを示す。

## 歴代王
サータヴァーハナ朝の王統は完全には復元されていない。以下に示すものはプラーナ文献に記載された一覧であるが、各プラーナ文献でも異同がある。
- シムカ（英語版）（在位23年間）
- クリシュナ（在位10年間 別書では18年間）
- シュリー・シャータカルニ（英語版）（在位10年間）
- プールノトサンガ（在位18年間）
- スカンダスタンビ（在位18年間）
- シャータカルニ（在位56年間）
- ランボダラ（在位18年間）
- アピーラカ（在位12年間）
- メガスヴァーティ（在位18年間）
- スヴァーティ（在位18年間）
- スカンダスヴァーティ（在位7年間）
- ムルゲンダ・スヴァーティカルナ（在位3年間 別書では18年間）
- クンタラ・スヴァーティカルナ（在位8年間）
- スヴァーティカルナ（在位1年間）
- プロマーヴィ（在位36年間 別書では24年間）
- アリスタカルナ（在位25年間）
- ハーラ（英語版）（在位5年間）
- プリカセーナ（在位21年間）
- スンダラ・シャータカルニ（在位1年間）
- チャコラ・シャータカルニ（在位6ヶ月）
- シヴァスヴァーティ（在位28年間）
- ガウタミープトラ（ガウタミープトラ・シャータカルニ 在位21年間）
- プロマーヴィー（ヴァーシティープトラ・シュリー・プルマーイー（英語版）在位28年間）
- ヴァーシティープトラ・シュリー・シャータカルニ（英語版）（在位7年間）
- シヴァスカンダ・シャータカルニ（英語版）（在位3年間？）
- ヤジャニヤ・シュリー・シャータカルニ（英語版）（在位29年）
- ヴィジャヤ（在位6年間）
- チャンダシュリー・シャータカルニ（在位10年間）
- プロマーヴィ（在位7年間）